# Microlophus habelii
Microlophus habelii är en ödleart som beskrevs av  Franz Steindachner 1876. Microlophus habelii ingår i släktet Microlophus och familjen Tropiduridae. Inga underarter finns listade i Catalogue of Life.